# Calcária (cidade)

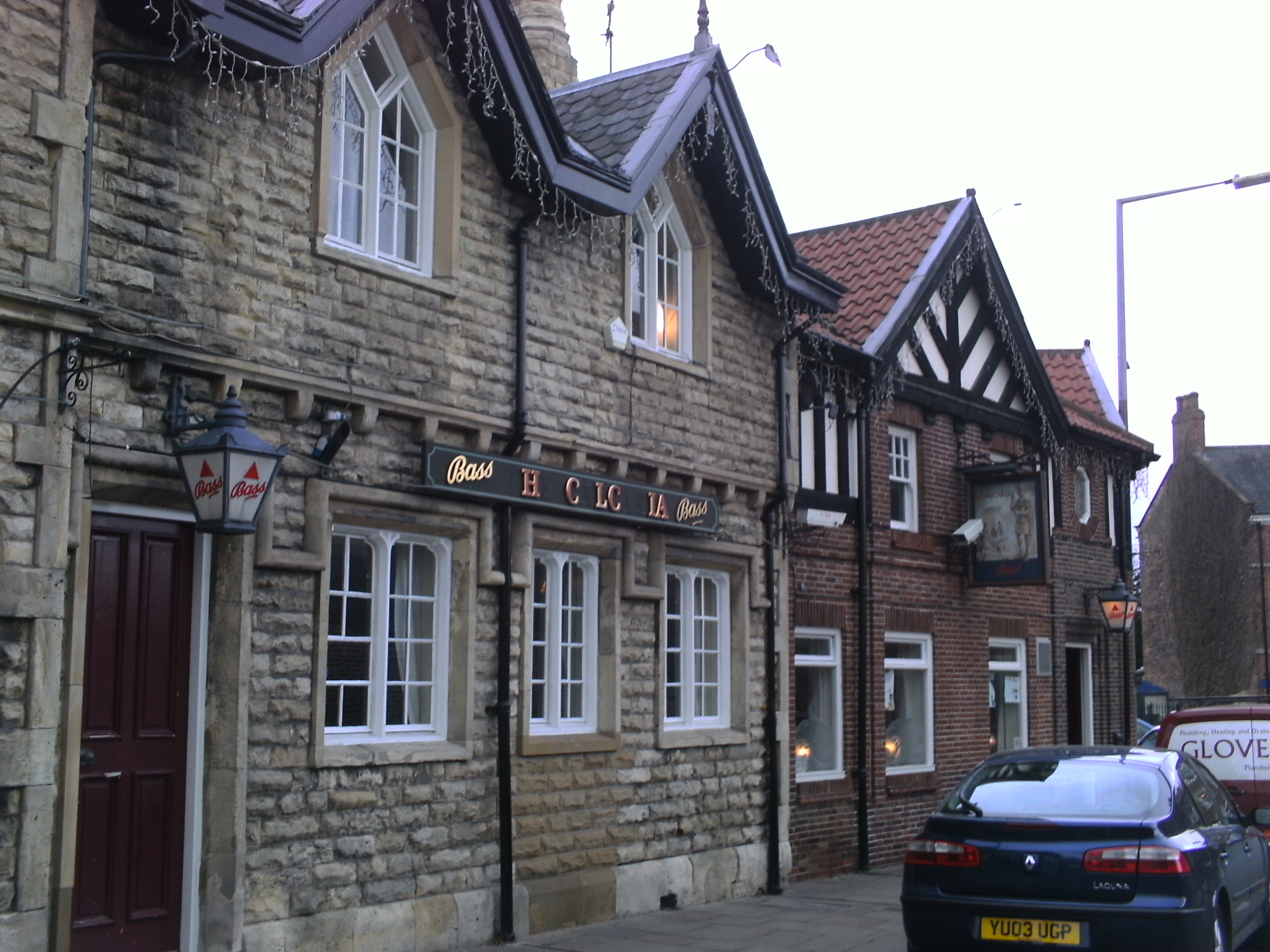
Imagem da Cidade de Calcária.

Calcária (em latim: Calcaria) foi uma pequena cidade romana da Britânia. Sua localização ainda é desconhecida, mas há suspeitas que possa ser associada à cidade de Tadcaster, no Condado de Iorque do Norte. Em Tadcaster, só foram encontrados alguns achados e sepultamentos.